# Nantosuelte
Dans la mythologie celtique, Nantosuelte ou Nantosuelta était une déesse de la nature, de la terre, du feu et de la fertilité. Le culte de cette déesse est attesté par des statues et par des inscriptions. Elle est parfois associée à Sucellus.

## Statues

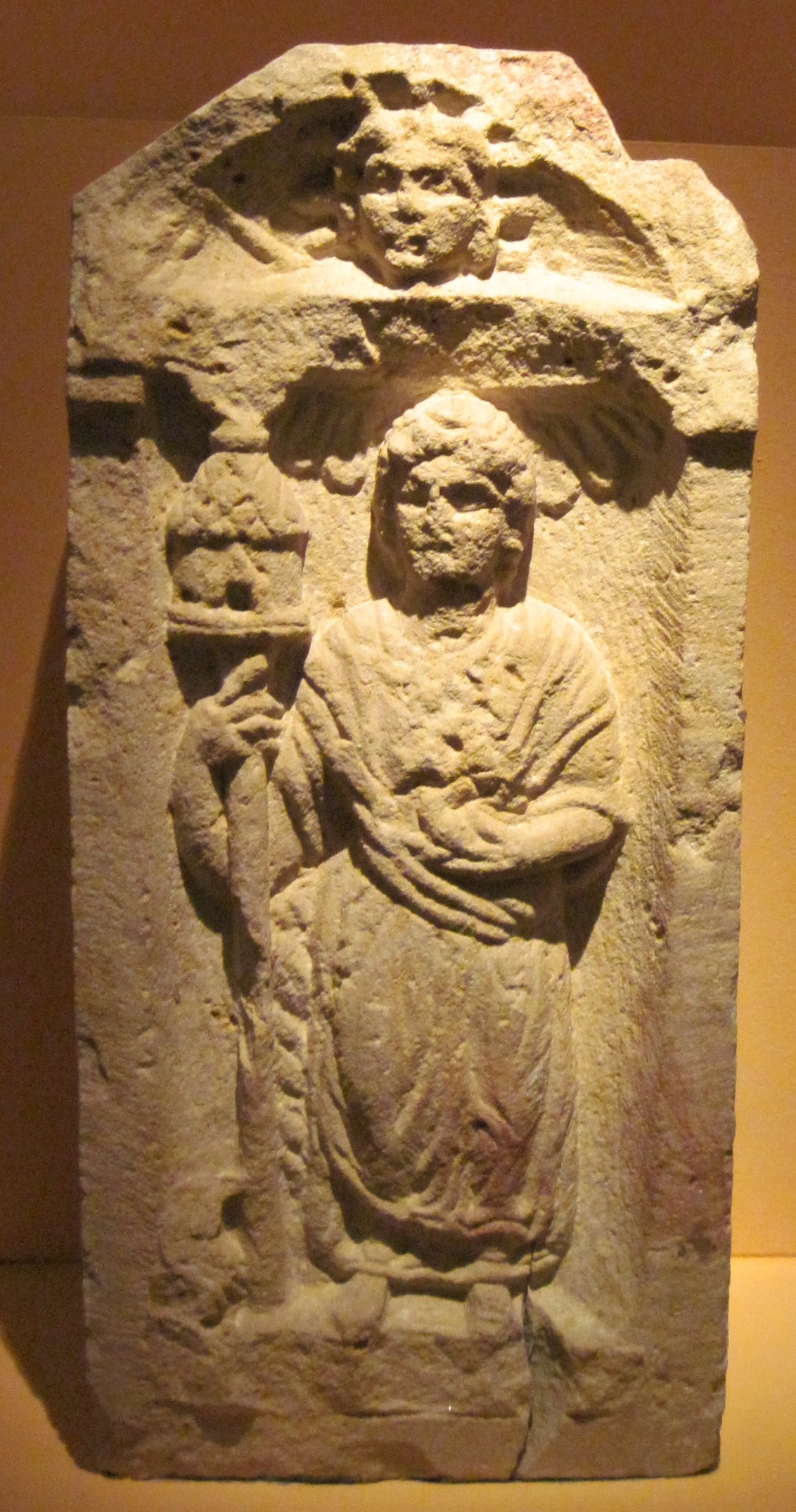
Une représentation de Nantosuelta de Spire, montrant son sceptre et ses oiseaux distinctifs. La tête de Sol est visible dans le tympan.

Dans le bas-relief ci-contre de Sarrebourg, Nantosuelte, vêtue d'une robe longue, est debout à la gauche. Dans sa main gauche, elle tient un petit objet en forme de maison, avec deux trous circulaires et un toit pointu. Elle est associée au dieu au maillet, Sucellus, et à ce titre porte une ruche où s'élabore le miel du meth.
Sur le monument figurent deux divinités, le dieu au maillet (Sucellus) avec ses attributs ordinaires, maillet et olla, et une déesse qui tient de la main gauche, levée dans un geste commun à celui du dieu, une hampe surmontée d'un édicule, et fait de la droite une patère avec une libation sur un autel. Au-dessous, un corbeau; au-dessus une inscription DEO SVCELLO NANTOSVELTE BELLAVSVS MAS SE FILIVS V S L M
Cette sculpture a été datée par Reinach, de par la forme des lettres, de la fin du Ier siècle ou du début du IIe siècle.
Un autel de Metz comporte une sculpture d'une femme avec une robe similaire à l'exemple de Sarrebourg, qui abrite aussi une petite maison sur un poteau, donc présumée être Nantosuelte. Sucellus ne figure pas sur cet exemple.
Elle a été associée à la corne d'abondance.

## Inscriptions
L'inscription sur l'autel de Sarrebourg se lit comme suit :
Deo Svcello /
Nantosvelte /
Bellavsvs Mas /
se Filivs V(otum).S(olvit).L(ibens).M(erito)
Pour Sucellus et Nantosuelta, Bellausus, fils de Massa, a volontairement et à juste titre accompli son vœu.

## Étymologie
Bien que les premières études indiquait que le terme pouvait signifier « le tournant de la vallée », des études plus récentes interprète le nom comme pouvant signifier « vallée chauffée par le soleil », « herbe de la vallée » ou « richesse de la vallée ».
Le premier élément, *nanto désigne en gaulois une vallée, comme on le voit dans le glossaire de Vienne, dans les toponymes tels que Trinanto (trois vallées), Nantiacum, Nantu-ialon (vallée de la lumière), Diou-Nanto (vallée sacrée), Nant-Aror sur la tablette de zinc de Berne, dans les noms de personnes tels que Nantonos, et dans l'inscription de Cajarc (RIG L-49) à Nantou uertamon (s) (à la tête de la vallée). Le nom passé en latin vulgaire est conservé dans certains dialectes français tels que ceux de la Savoie, où « vallée » en est venu à signifier la rivière qui coule dans la vallée, ou d'un torrent. Le même double sens se trouve plus tard dans les langues celtiques.
Le deuxième élément peut soit faire référence au soleil,, soit à une herbe ou la richesse d'une vallée.

## Sources